# Jueves Negro

Dow Jones Industrial, 1928-1930.

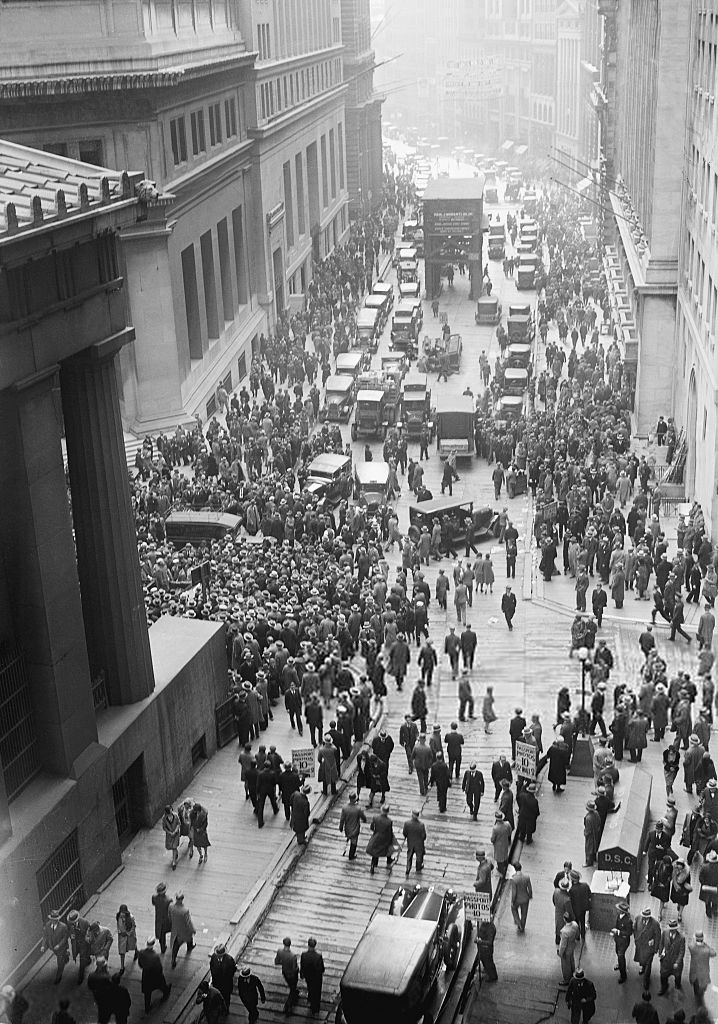
Jueves Negro: los inversores se agolpaban frente a la Bolsa para conocer la caída de las cotizaciones.

El Jueves Negro tuvo lugar el 24 de octubre de 1929, día  en el que dio comienzo la caída en la Bolsa de Nueva York y con ella el Crack del 29 y la Gran Depresión.
El desplome de la Bolsa de Nueva York o el Jueves Negro produjo una situación de verdadero pánico que provocó la posterior crisis bancaria en Estados Unidos.

## Jueves Negro
En marzo transcurrieron tres semanas de subidas constantes; al mismo tiempo se esparcía la consciencia colectiva de que la Bolsa estaba muy sobrevalorada, de que el Consejo de la Reserva Federal de Estados Unidos se estaba reuniendo a diario y en secreto para no despertar incertidumbres. Durante el fin de semana del 23 al 10 de octubre se supo que el Consejo se había reunido incluso el sábado, lo que desencadenó una venta masiva el viernes 25 de octubre. Uno de los vendedores fue el fundador de la dinastía Kennedy, Joe Kennedy, quien, tras una conversación con su limpiabotas (Patrick Bologna) en la que este le recomendaba comprar acciones de empresas del ferrocarril y petroleras, formuló la frase según la cual, si cualquiera podía invertir en bolsa y un limpiabotas podía predecir lo que iba a pasar, sin duda significaba que el mercado estaba sobrevalorado.
El lunes el índice cayó 9,5 puntos y el martes siguiente algunos valores perdían 3 puntos por hora, vendiéndose ocho millones de títulos. Sobraba papel, faltaba dinero y aumentaban los intereses por este, que llegaban incluso al 20 %. Sin embargo, Charles E. Mitchell Coral, presidente del National City Bank, empleó los recursos del banco para comprar todos los títulos y dar la sensación de que había esperado un descenso excesivo para comprar, lo que hizo recuperar la confianza en el mercado.

## El fenómeno absurdo
Nuevamente, se difundía la percepción de estabilidad en el mercado, protegida esta percepción por críticas hacia aquellos que vaticinaban un desplome repentino. Los inversionistas estaban molestos, pero lograron detener momentáneamente la caída e incluso revertir la situación con un pequeño ascenso en el valor de las acciones, pese a ser un espejismo, una maniobra que sólo cambiaba la ruta del autobús en la que estaba todo Estados Unidos sin saberlo, a la de una de trayectoria tan solo un poco más larga, como se vería durante la semana siguiente.

## El día de la caída
El 24 de octubre, tras varias pequeñas bajadas, se produjo la primera gran caída, llegando a descender la Bolsa un 9 % pero en aquella ocasión no había un banco que comprara las bolsas o una amalgama de inversores que frenara el autobús.
El pánico fue de tal magnitud que la policía tuvo que clausurar la bolsa. Se llegó al punto de que accionistas ofrecían paquetes de acciones a un tercio de su valor, sin encontrar comprador.
Aun así, el Jueves Negro no sería el peor día, ese día aún estaba por llegar. Tras una recuperación el viernes, y otra pequeña el lunes, se produjo el Martes Negro (29 de octubre), donde el índice de la Bolsa descendió más que en ninguna otra jornada de la Bolsa. Las bajadas continuaron hasta el mes de enero cuando se tocó fondo lo cual causó una gran tasa de suicidios, ya que la gente tenía todos sus ahorros invertidos en la bolsa.